# ۷۲ (عدد)
۷۲ (عدد)
۷۲(هفتاد و دو) یک عدد طبیعی است که بعد از ۷۱ و قبل از ۷۳ قرار دارد.

## در علم
- عدد اتمی هافنیم

## در مذهب
- زرتشت با ۷۲ تن از یارانش در آتشکده بلخ که امروزه مزار شریف و در استان بلخ افغانستان واقع است به شهادت رسیده که به یاد این جریان تاریخی، یسنا که قدیمی‌ترین بخش اوستا ست، را شاگردان اشو زرتشت بر اساس بلندای سوره‌ها به ۷۲ قسمت تقسیم کردند و کشتی (koshti) که کمربندی است که زرتشتیان در زمان سدره پوشی که مراسمی شبیه جشن تکلیف و غسل تعمید است به کمر می‌بندند از ۷۲ رشته نخ درست شده‌است. در ایران باستان، در دوره هخامنشیان کاخ پرسپولیس را می‌سازند که مجموع ستونهای این کاخ هفتاد و دو ستون می‌باشد.

در ادیان شرق آسیایی ما به معبد شائولین برمی‌خوریم که از آموزشهای این معبد نوعی کونگ‌فو خاص بود که تعداد دروس مخصوص این کونگ فو که پیروان این معبد آن‌ها را هنر می‌نامند هفتاد و دو می‌باشد.
در ادیان بین‌النهرین جستجو می‌کنیم و نخست به دین یهود و حکایات موسی رجوع می‌کنیم. در کتاب مقدس یهودیان آمده‌است که موسی به همراه برادر خود هارون و هفتاد نفر از یاران برگزیده خود که جمعاً هفتاد و دو نفر می‌شدند به طرف مصر می‌رفتند و در کوه طور موسی با خدا سخن می‌گوید و خواستار دیدن خداوند می‌گردد.
- در رابطه با واقعه کربلا و ادعای این که تعداد یاران حسین ابن علی برابر با ۷۲نفر بوده‌است. (مشابه تعداد یاران سیاوش در باور مردم زرتشتی ایران) می‌توان گفت این ادعا کذب است زیرا:

۱-علامه سید محسن امین در کتاب اعیان الشیعه، تعداد شهدا را به حدود ۱۳۰ (یکصد و سی) تن رسانده‌است.
۲-سیّد بن طاووس در «لهوف» می‌نویسد: یاران امام حسین در روز عاشورا چهل و پنج (۴۵) نفر سواره و یکصد (۱۰۰) نفر پیاده بودند.
۳-حجة الاسلام هادی امینی، فرزند علامه امینی صاحب الغدیر، در کتابی با نام «یاران امام»، بیش از ۱۳۰ نفر را مورد شرح و تفصیل قرار داده‌است.
۴-در زیارت ناحیه نیز نام هفده شهید از اهل بیت ذکر شده‌است، و شیخ مفید هم همین تعداد را ذکر کرده‌است.
- تعداد یاوران امام سوم شیعیان در کربلا[۱]
- تعداد رزمندگان مسلمان در جنگ بدر[۱]
- در اسلام ۷۲، تعداد حوری‌های است که به بهشتیان داده می‌شود.
- در آئین یارستان ۷۲ مقام تنبور وجود دارد که هرکس آن ها را فرا بگیرد به مقام استادی تنبور میرسد